# Sera di Carnevale
Sera di Carnevale è uno dei primi dipinti di Henri Rousseau. Fu presentato al Salon des Indépendants nel 1886. Si trova al Philadelphia Museum of Art.